# Pratt & Whitney PW1000G
Pratt & Whitney PW1000G, còn được gọi là Động cơ phản lực sử dụng hộp số (GTF), là một dòng động cơ phản lực cánh quạt giảm tốc cao do Pratt & Whitney sản xuất. Sau nhiều lần thử nghiệm, chương trình đã được đưa ra với chiếc Mitsubishi MRJ's PW1200G vào tháng 3 năm 2008, và nó đã được bay thử nghiệm lần đầu tiên vào tháng 7 năm 2008. Biến thể đầu tiên được chứng nhận là PW1500G cho chiếc Airbus A220 vào tháng 2 năm 2013. Chi phí chương trình ước tính vào khoảng 10 tỷ đô la.
Hộp số giữa quạt và ống đệm áp suất thấp cho phép mỗi vòng quay ở tốc độ tối ưu, cho phép tỷ lệ rẽ nhánh cao hơn để mang lại hiệu quả đẩy tốt hơn. Pratt & Whitney tuyên bố động cơ tiết kiệm nhiên liệu hơn 16% so với thế hệ trước, và êm hơn tới 75%. Biến thể đầu tiên được đưa vào sử dụng là PW1100G dành cho A320neo vào tháng 1 năm 2016. Động cơ có vấn đề về răng sau khi được giới thiệu, kéo dài đến các máy bay tiếp đất và các lỗi trên máy bay, được giải quyết sau đó. Các biến thể có thể tạo ra lực đẩy 15.000 đến 33.000 lbf (67 đến 147 kN). Bên cạnh dòng máy bay nói trên, PW1700G cung cấp cho gia đình Embraer E-Jet E2.